# Нитаурская волость
Нитаурская волость (латыш. Nītaures pagasts) — одна из территориальных единиц Цесисского края Латвии. Граничит с Аматской, Драбешской, Лигатненской, Скуйенской и Заубской волостями своего края.
Крупнейшими населёнными пунктами волости являются сёла: Нитауре (волостной центр) и Меркели.
В Нитауре находится Нитаурская лютеранская церковь.
Через Нитаурскую волость проходят региональные автодороги Р3 Гаркалне — Алаукстс и Р32 Лигатне — Скривери.
По территории волости протекают реки: Амата, Мергупе, Брендупе, Вильумупе, Заубе. Из крупных озёр — Асару, Эзеррожу, Резгулю.

## История
В 1936 году площадь Нитаурской волости Рижского уезда была 112 км², при населении в 1405 жителей.
В 1945 году в волости были созданы Нитаурский и Лакшский сельские советы. После отмены в 1949 году волостного деления Нитаурский сельский совет Огрского уезда входил в состав Сигулдского (1949—1962) и Цесисского (1962—2009) районов.
В 1951 году к Нитаурскому сельсовету была присоединена территория ликвидированного Лакшского сельсовета. В 1963 году — территория Кечского сельсовета. В 1977 году — часть территории Морского сельсовета. В том же году части территории Нитаурского сельсовета были присоединены к Аматскому, Морскому и Заубскому сельсоветам.
В 1990 году Нитаурский сельсовет был реорганизован в волость. В 2009 году Нитаурская волость была включена в состав Аматского края.
В 2021 году в результате новой административно-территориальной реформы Аматский край был упразднён, а Нитаурская волость была включена в Цесисский край.